# Prix Maurice-de-Gheest
Pour les articles homonymes, voir Prix Maurice-de-Gheest (trot).
Groupe 1
Le prix Maurice-de-Gheest est une course hippique de plat se déroulant sur l'Hippodrome de Deauville durant le meeting d'août.

## Caractéristiques et histoire
C'est une course de Groupe 1 réservée aux chevaux de 3 ans et plus, disputée sur 1 300 mètres en ligne droite, et dotée d'une allocation de 380 000 €.
La première édition date de 1922, et porte le nom de Maurice de Gheest (1850, 1920), personnalité du monde hippique. Courue sous le label groupe II jusqu'en 1994, il s'agit de l'une des rares courses de groupe I ouverte aux hongres, qui s'y sont imposés cinq fois depuis 1995. Deux chevaux sont parvenus à faire le triplé, Marchand d'Or (2006, 2007, 2008) et Moonlight Cloud (2011, 2012, 2013).

### Records
- Meilleur temps : 1'14"30, Moonlight Cloud, 2013
- Propriétaires : Écurie Wertheimer - 5 victoires - Sonny Boy (1933), Djanet (1956), Midget (1957), Tomahawk (1959), Occupandiste (1997)
- Entraîneurs : Freddy Head - 7 victoires - Marchand d'Or (2006, 2007, 2008), Moonlight Cloud (2011, 2012, 2013), Polydream (2018)
- Jockeys : Lester Piggott - 4 victoires - Mountain Call (1968), Abergwaun (1972), Moorestyle (1981), College Chapel (1993)

## Palmarès depuis 1995
| Année | Vainqueur          | S/A | Pays        | Père               | Jockey               | Entraîneur       | Propriétaire                   | Deuxième           | Troisième          | Temps   |
| ----- | ------------------ | --- | ----------- | ------------------ | -------------------- | ---------------- | ------------------------------ | ------------------ | ------------------ | ------- |
| 2025  | Sajir              | H.4 | France      | Make Believe       | Oisin Murphy         | André Fabre      | Prince A. Faisal               | Lazzat             | Woodshauna         | 1'15"09 |
| 2024  | Lazzat             | H.3 | France      | Territories        | Antonio Orani        | Jérôme Reynier   | Nurlan Bizakov                 | Exxtra             | Beauvatier         | 1'15"82 |
| 2023  | King Gold          | M.6 | France      | Anodin             | Stéphane Pasquier    | Nicolas Caullery | Christian Wingtans             | Spycatcher         | Saint Lawrence     | 1'19"71 |
| 2022  | Highfield Princess | F.5 | Royaume-Uni | NIght of Thunder   | Jason Hart           | John Quinn       | Trainers House Enterprises Ltd | Minzaal            | Garrus             | 1'15"30 |
| 2021  | Marianafoot        | M.6 | France      | Footstepsinthesand | Mickaël Barzalona    | Jérôme Reynier   | Jean-Claude Seroul             | Tropbeau           | Starman            | 1'17"04 |
| 2020  | Space Blues        | M.4 | Royaume-Uni | Dubawi             | William Buick        | Charlie Appleby  | Godolphin                      | Hello Youmzain     | Lope Y Fernandez   | 1'15"76 |
| 2019  | Advertise          | M.3 | Royaume-Uni | Showcasing         | Frankie Dettori      | Martyn Meade     | Phoenix Thoroughbred Ltd       | Brando             | Space Blues        | 1'15"35 |
| 2018  | Polydream          | F.3 | France      | Oasis Dream        | Maxime Guyon         | Freddy Head      | Wertheimer et Frère            | James Garfield     | The Tin Man        | 1'16"00 |
| 2017  | Brando             | H.5 | Royaume-Uni | Pivotal            | Tom Eaves            | Kevin Ryan       | Angie Bailey                   | Aclaim             | Tupi               | 1'15"61 |
| 2016  | Signs of Blessing  | H.5 | France      | Invincible Spirit  | Stéphane Pasquier    | François Rohaut  | Isabelle Corbani               | Donjuan Triumphant | Jimmy Two Times    | 1'16"74 |
| 2015  | Muhaarar           | M.3 | Royaume-Uni | Oasis Dream        | Paul Hanagan         | Charles B. Hills | Hamdan Al Maktoum              | Ésotérique         | Gordon Lord Byron  | 1'15"33 |
| 2014  | Garswood           | M.4 | Royaume-Uni | Dutch Art          | Gérald Mossé         | Richard Fahey    | Cheveley Park Stud             | Thawaany           | Fiesolana          | 1'19"71 |
| 2013  | Moonlight Cloud    | F.5 | France      | Invincible Spirit  | Thierry Jarnet       | Freddy Head      | George Strawbridge             | Lethal Force       | Gordon Lord Byron  | 1'14"30 |
| 2012  | Moonlight Cloud    | F.4 | France      | Invincible Spirit  | Thierry Jarnet       | Freddy Head      | George Strawbridge             | Wizz Kid           | The Cheka          | 1'15"50 |
| 2011  | Moonlight Cloud    | F.3 | France      | Invincible Spirit  | Thierry Jarnet       | Freddy Head      | George Strawbridge             | Society Rock       | Marchand d'Or      | 1'16"40 |
| 2010  | Regal Parade       | H.6 | Royaume-Uni | Pivotal            | Adrian Nicholls      | David Nicholls   | Dab Hand Racing                | Joanna             | High Standing      | 1'16"80 |
| 2009  | King's Apostle     | M.5 | Royaume-Uni | King's Best        | Ryan Moore           | William Haggas   | Bernard Kantor                 | Mariol             | Lesson in Humility | 1'15"70 |
| 2008  | Marchand d'Or      | H.5 | France      | Marchand de Sable  | Davy Bonilla         | Freddy Head      | Mme Jean-Louis Giral           | African Rose       | Belliflore         | 1'18"40 |
| 2007  | Marchand d'Or      | H.4 | France      | Marchand de Sable  | Davy Bonilla         | Freddy Head      | Mme Jean-Louis Giral           | Dutch Art          | Silver Touch       | 1'14"90 |
| 2006  | Marchand d'Or      | H.3 | France      | Marchand de Sable  | Davy Bonilla         | Freddy Head      | Mme Jean-Louis Giral           | Satri              | Amadeus Wolf       | 1'15"90 |
| 2005  | Whipper            | M.4 | France      | Miesque's Son      | Christophe Soumillon | Robert Collet    | Richard-C. Strauss             | Goodricke          | Patavellian        | 1'17"10 |
| 2004  | Somnus             | M.4 | France      | Pivotal            | Gary Stevens         | Tim Easterby     | Legard Sidebottom & Sykes      | Whipper            | Dolma              | 1'16"00 |
| 2003  | Porlezza           | F.4 | France      | Sicyos             | Christophe Soumillon | Yves de Nicolay  | Mme E. Hilger                  | Étoile Montante    | Avonbridge         | 1'17"90 |
| 2002  | May Ball           | F.5 | Royaume-Uni | Cadeaux Généreux   | Gérald Mossé         | John Gosden      | Lord Hartington                | Air Thule          | Nayyir             | 1'17"70 |
| 2001  | King Charlemagne   | M.3 | Irlande     | Nureyev            | Jamie Spencer        | Aidan O'Brien    | Michael Tabor & John Magnier   | Three Points       | Kier Park          | 1'19"30 |
| 2000  | Bold Edge          | M.5 | France      | Beveled            | D.W. O'Neill         | Richard Hannon   | Lady Whent & Friends           | Lend A Hand        | Gorse              | 1'16"00 |
| 1999  | Diktat             | M.4 | Royaume-Uni | Warning            | Frankie Dettori      | Saeed bin Suroor | Godolphin                      | Gold Away          | Bertolini          | 1'18"20 |
| 1998  | Seeking The Pearl  | F.4 | Japon       | Seeking the Gold   | Yutaka Take          | H. Mori          | Mme T. Uenaka                  | Jim And Tonic      | Muchea             | 1'14"70 |
| 1997  | Occupandiste       | F.4 | France      | Kaldoun            | Olivier Doleuze      | Christiane Head  | Wertheimer et Frère            | Monaassib          | Titus Livius       | 1'16"70 |
| 1996  | Anabaa             | M.4 | France      | Danzig             | Freddy Head          | Christiane Head  | Mme Alec Head                  | Miesque's Son      | Danheill Dancer    | 1'19"00 |
| 1995  | Cherokee Rose      | F.4 | France      | Dancing Brave      | Cash Asmussen        | John Hammond     | Maktoum Al Maktoum             | Young Ern          | Wessam Prince      | 1'16"50 |